# Колдычево
Колдыче́во (бел. Калдычэва) — деревня в Барановичском районе Брестской области Белоруссии. Входит в состав Городищенского сельсовета. Население — 106 человек (2023).

## География
Деревня находится в 16 км к северо-востоку от центра города Барановичи. Местность принадлежит к бассейну Немана, юго-восточнее деревни находится озеро Колдычевское, из которого вытекает река Щара. Через Колдычево проходит автодорога Р5 (Барановичи — Новогрудок — Ивье). Ближайшая ж/д станция находится в Барановичах.

## История
Колдычево известно с начала XVI века как дворянское имение. Многократно меняло владельцев, с 1585 года принадлежало Воловичам. В середине XVII века принадлежало Новогрудскому повету Новогрудского воеводства.

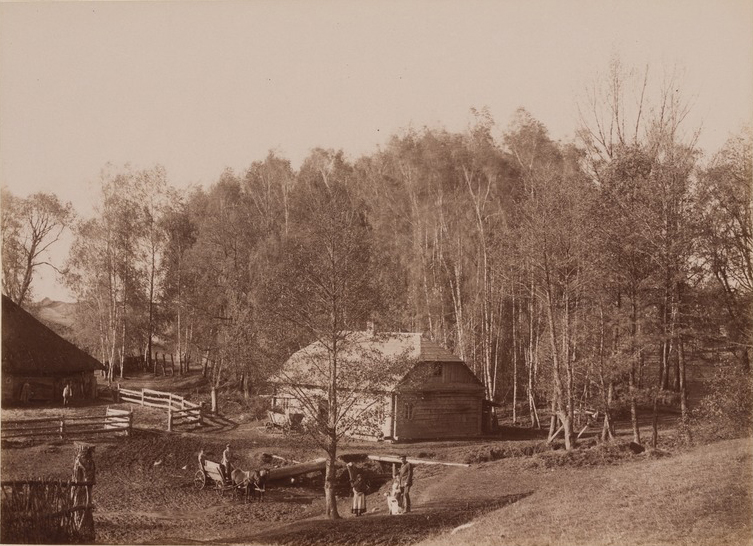
Колдычево (1894)

После второго раздела Речи Посполитой (1793) Колдычево вошло в состав Российской империи, было имением в Городищенской волости Новогрудского уезда Минской губернии. В начале XIX века имение принадлежало шляхтичам из рода Тризнов, затем перешло к Филиповича, а позднее к роду Шалевичей, которым Колдычево принадлежало до 1939 года. Во время восстания 1863 года владелец Колдычева Кароль Шалевич был руководителем отряда восставших.
Ещё при Филиповичах в начале XIX века был возведён усадебный дом и разбит пейзажный парк. Усадебный дом был полностью уничтожен во время первой мировой войны, от усадьбы сохранились лишь фрагменты парка.
Согласно Рижскому мирному договору (1921) деревня вошла в состав межвоенной Польши, где входила в состав Новогрудского воеводства. С 1939 года деревня в БССР.
В Великую Отечественную войну с конца июня 1941 года до июля 1944 года деревня была оккупирована немецко-фашистскими захватчиками, которые весной 1942 года создали здесь лагерь смерти Колдычево для массового уничтожения людей. В лагере было уничтожено свыше 22 тысяч человек, среди которых вначале были военнопленные, затем евреи. В 1964 году на месте расположения лагеря установлен памятник.

## Население
По состоянию на 1 января 2023 года в деревне проживало 106 человек в 54 хозяйствах, в том числе 14 моложе трудоспособного возраста, 64 — в трудоспособном возрасте и 28 — старше трудоспособного возраста. 
| Численность населения (по переписи) | Численность населения (по переписи) | Численность населения (по переписи) | Численность населения (по переписи) | Численность населения (по переписи) | Численность населения (по переписи) | Численность населения (по переписи) | Численность населения (по переписи) |
| 1897                                | 1909                                | 1921                                | 1939                                | 1970                                | 1999                                | 2009                                | 2019                                |
| ----------------------------------- | ----------------------------------- | ----------------------------------- | ----------------------------------- | ----------------------------------- | ----------------------------------- | ----------------------------------- | ----------------------------------- |
| 22                                  | ↘4                                  | ↗242                                | ↗430                                | ↘398                                | ↘161                                | ↘145                                | ↘75                                 |

## Достопримечательность
- Памятник «Скорбящая мать» в память об узниках Колдычевского лагеря смерти[11]. Расположен на восточной окраине деревни, в 1 км от дороги Барановичи-Новогрудок.